# Lutte ouvrière
Lutte ouvrière (LO) er et fransk politisk parti. Direkte oversat til dansk betyder partinavnet: Arbejdernes kamp. Partiet er grundlagt i 1939 og partiets program indeholder elementer af:
- Trotskisme
- Marxisme
- Internationalisme
- Kommunisme
- Feminisme

## Præsidentvalg
Arlette Laguiller var kandidat for LO ved præsidentvalgene i 1974, (hun fik 2,33 procent af stemmerne), i 1981 (2,21 procent), i 1988 (1,99 procent), i 1995 (5,30 procent), i 2002 (5,72 procent) og i 2007 (1,33 procent),
Nathalie Arthaud var kandidat for LO ved præsidentvalgene i 2012, (hun fik 0,56 procent af stemmerne.) og i 2017 (0,64 procent) og i 2022 (0,56 procent). 

## Mandater
- Partiet er ikke repræsenteret ved mandater i Assemblée Nationale, Senatet eller Europa-Parlamentet(2011)